# Blizna (wieś)
Blizna (cyr. Близна) – wieś w Czarnogórze, w gminie Podgorica. W 2011 roku liczyła 7 mieszkańców.